# 徐仁 (西汉)
徐仁（？—前78年），字中孫，西汉齐郡（今山东省淄博市临淄区）人，丞相车千秋女婿。
汉昭帝时徐仁任胶西郡太守，始元三年（前84年）转任少府。元凤三年（前78年）徐仁审理燕王刘旦之狱，桑弘羊有罪当诛，桑弘羊之子桑迁逃匿到桑弘羊故吏侯史吴家中。徐仁判案时认为，侯史吴不是藏匿谋反者，而是藏匿附从者，不应以藏匿谋反者来治罪，于是赦免侯史吴。侍御史秉承大将军霍光之意，弹劾徐仁包庇谋反罪，被拘下狱。徐仁自杀。